# Magyar csapatok az Európa-ligában
Ez a szócikk az Európa-ligában szereplő magyar klubcsapatok eredményeit tartalmazza.

## Szezononként
A táblázatokban az alábbi rövidítések, illetve jelölések szerepelnek:
- (o): Otthon/pályaválasztóként játszott mérkőzés
- (i): Idegenben/vendégként játszott mérkőzés
- Az eredmények minden esetben a magyar klub szempontjából szerepelnek.
- A vastaggal írt csapat jutott tovább a következő fordulóba, amennyiben a magyar klub kiesett.

### 2010–2019
| Szezon  | Klub         | Forduló         | Ellenfél              | 1. mérk. | 2. mérk.                 | Össz.                | Forrás |
| ------- | ------------ | --------------- | --------------------- | -------- | ------------------------ | -------------------- | ------ |
| 2009–10 | Haladás      | 1. selejtezőkör | Jertisz               | 1–0 (o)  | 1–2 (i)                  | 2–2 (i.g.)           | [ 1 ]  |
| 2009–10 | Haladás      | 2. selejtezőkör | Elfsborg              | 0–3 (i)  | 0–0 (o)                  | 0–3                  | [ 1 ]  |
| 2009–10 | Újpest       | 2. selejtezőkör | Steaua                | 0–2 (i)  | 1–2 (o)                  | 1–4                  | [ 2 ]  |
| 2009–10 | Honvéd       | 3. selejtezőkör | Fenerbahçe            | 1–5 (i)  | 1–1 (o)                  | 2–6                  | [ 3 ]  |
| 2010–11 | Zalaegerszeg | 1. selejtezőkör | Tirana                | 0–0 (i)  | 0–1 (h.u.) (o)           | 0–1                  | [ 4 ]  |
| 2010–11 | Videoton     | 2. selejtezőkör | Maribor               | 1–1 (o)  | 0–2 (i)                  | 1–3                  | [ 5 ]  |
| 2010–11 | Győr         | 1. selejtezőkör | Nitra                 | 2–2 (i)  | 3–1 (o)                  | 5–3                  | [ 6 ]  |
| 2010–11 | Győr         | 2. selejtezőkör | Atirau                | 3–01 (i) | 2–0 (o)                  | 5–0                  | [ 6 ]  |
| 2010–11 | Győr         | 3. selejtezőkör | Montpellier           | 0–1 (o)  | 1–0 (11-esekkel 4–3) (i) | 1–1 (11-esekkel 4–3) | [ 6 ]  |
| 2010–11 | Győr         | Rájátszás       | Dinamo Zagreb         | 0–2 (o)  | 1–2 (i)                  | 1–4                  | [ 6 ]  |
| 2010–11 | Debrecen     | Rájátszás       | Litex                 | 2–0 (o)  | 2–1 (i)                  | 4–1                  | [ 7 ]  |
| 2010–11 | Debrecen     | Csoportkör      | Metaliszt             | 0–5 (o)  | 1–2 (i)                  |                      | [ 7 ]  |
| 2010–11 | Debrecen     | Csoportkör      | Sampdoria             | 0–1 (i)  | 2–0 (o)                  |                      | [ 7 ]  |
| 2010–11 | Debrecen     | Csoportkör      | PSV                   | 1–2 (o)  | 0–3 (i)                  |                      | [ 7 ]  |
| 2011–12 | Ferencváros  | 1. selejtezőkör | Ulisz                 | 3–0 (o)  | 2–0 (i)                  | 5–0                  | [ 8 ]  |
| 2011–12 | Ferencváros  | 2. selejtezőkör | Aalesunds             | 2–1 (o)  | 1–3 (h.u.) (i)           | 3–4                  | [ 8 ]  |
| 2011–12 | Kecskemét    | 2. selejtezőkör | Aktöbe                | 1–1 (o)  | 0–0 (i)                  | 1–1 (i.g.)           | [ 9 ]  |
| 2011–12 | Paks         | 1. selejtezőkör | UE Santa Coloma       | 1–0 (i)  | 4–0 (o)                  | 5–0                  | [ 10 ] |
| 2011–12 | Paks         | 2. selejtezőkör | Tromsø                | 1–1 (o)  | 3–0 (i)                  | 4–1                  | [ 10 ] |
| 2011–12 | Paks         | 3. selejtezőkör | Hearts                | 1–1 (o)  | 1–4 (i)                  | 2–5                  | [ 10 ] |
| 2012–13 | MTK          | 1. selejtezőkör | Senica                | 1–1 (o)  | 1–2 (i)                  | 2–3                  | [ 11 ] |
| 2012–13 | Honvéd       | 1. selejtezőkör | Flamurtari            | 1–0 (i)  | 2–0 (o)                  | 3–0                  | [ 12 ] |
| 2012–13 | Honvéd       | 2. selejtezőkör | Anzsi                 | 0–1 (i)  | 0–4 (o)                  | 0–5                  | [ 12 ] |
| 2012–13 | Debrecen     | Rájátszás       | Club Brugge           | 0–3 (o)  | 1–4 (i)                  | 1–7                  | [ 13 ] |
| 2012–13 | Videoton     | 2. selejtezőkör | Slovan Bratislava     | 1–1 (i)  | 0–0 (o)                  | 1–1 (i.g.)           | [ 14 ] |
| 2012–13 | Videoton     | 3. selejtezőkör | Gent                  | 1–0 (o)  | 3–0 (i)                  | 4–0                  | [ 14 ] |
| 2012–13 | Videoton     | Rájátszás       | Trabzonspor           | 0–0 (i)  | 0–0 (11-esekkel 4–2) (o) | 0–0 (11-esekkel 4–2) | [ 14 ] |
| 2012–13 | Videoton     | Csoportkör      | Genk                  | 0–3 (i)  | 0–1 (o)                  |                      | [ 14 ] |
| 2012–13 | Videoton     | Csoportkör      | Sporting CP           | 3–0 (o)  | 1–2 (i)                  |                      | [ 14 ] |
| 2012–13 | Videoton     | Csoportkör      | Basel                 | 2–1 (o)  | 0–1 (i)                  |                      | [ 14 ] |
| 2013–14 | Videoton     | 1. selejtezőkör | Mladost Podgorica     | 2–1 (o)  | 0–1 (i)                  | 2–2 (i.g.)           | [ 15 ] |
| 2013–14 | Honvéd       | 1. selejtezőkör | Čelik Nikšić          | 4–1 (i)  | 9–0 (o)                  | 13–1                 | [ 16 ] |
| 2013–14 | Honvéd       | 2. selejtezőkör | Vojvodina             | 0–2 (i)  | 1–3 (o)                  | 1–5                  | [ 16 ] |
| 2013–14 | Debrecen     | 2. selejtezőkör | Strømsgodset          | 2–2 (i)  | 0–3 (o)                  | 2–5                  | [ 17 ] |
| 2014–15 | Ferencváros  | 1. selejtezőkör | Sliema                | 1–1 (i)  | 2–1 (o)                  | 3–2                  | [ 18 ] |
| 2014–15 | Ferencváros  | 2. selejtezőkör | Rijeka                | 0–1 (i)  | 1–2 (o)                  | 1–3                  | [ 18 ] |
| 2014–15 | Győr         | 2. selejtezőkör | Göteborg              | 0–3 (o)  | 1–0 (i)                  | 1–3                  | [ 19 ] |
| 2014–15 | Diósgyőr     | 1. selejtezőkör | Birkirkara            | 2–1 (o)  | 4–1 (i)                  | 6–2                  | [ 20 ] |
| 2014–15 | Diósgyőr     | 2. selejtezőkör | Litex                 | 2–0 (i)  | 1–2 (o)                  | 3–2                  | [ 20 ] |
| 2014–15 | Diósgyőr     | 3. selejtezőkör | Krasznodar            | 1–5 (o)  | 0–3 (i)                  | 1–8                  | [ 20 ] |
| 2014–15 | Debrecen     | Rájátszás       | Young Boys            | 1–3 (i)  | 0–0 (o)                  | 1–3                  | [ 21 ] |
| 2015–16 | MTK          | 1. selejtezőkör | Vojvodina             | 0–0 (o)  | 1–3 (i)                  | 1–3                  | [ 22 ] |
| 2015–16 | Ferencváros  | 1. selejtezőkör | Go Ahead Eagles       | 1–1 (i)  | 4–1 (o)                  | 5–2                  | [ 23 ] |
| 2015–16 | Ferencváros  | 2. selejtezőkör | Željezničar           | 0–1 (o)  | 0–2 (i)                  | 0–3                  | [ 23 ] |
| 2015–16 | Debrecen     | 1. selejtezőkör | Sutjeska              | 3–0 (o)  | 0–2 (i)                  | 3–2                  | [ 24 ] |
| 2015–16 | Debrecen     | 2. selejtezőkör | Skonto                | 2–2 (i)  | 9–2 (o)                  | 11–4                 | [ 24 ] |
| 2015–16 | Debrecen     | 3. selejtezőkör | Rosenborg             | 2–3 (o)  | 1–3 (i)                  | 3–6                  | [ 24 ] |
| 2015–16 | Videoton     | Rájátszás       | Lech                  | 0–3 (i)  | 0–1 (o)                  | 0–4                  | [ 25 ] |
| 2016–17 | MTK          | 1. selejtezőkör | Aktöbe FK             | 1–1 (i)  | 2–0 (o)                  | 3–1                  | [ 26 ] |
| 2016–17 | MTK          | 2. selejtezőkör | Qəbələ PFK            | 1–2 (o)  | 0–2 (i)                  | 1–4                  | [ 26 ] |
| 2016–17 | Debrecen     | 1. selejtezőkör | La Fiorita            | 5–0 (i)  | 2–0 (o)                  | 7–0                  | [ 26 ] |
| 2016–17 | Debrecen     | 2. selejtezőkör | Tarpeda Zsodzina      | 1–2 (o)  | 0–1 (i)                  | 1–3                  | [ 26 ] |
| 2016–17 | Videoton     | 1. selejtezőkör | Zaria Bălți           | 3–0 (o)  | 0–2 (i)                  | 3–2                  | [ 26 ] |
| 2016–17 | Videoton     | 2. selejtezőkör | FK Čukarički          | 2–0 (i)  | 1–1 (o)                  | 3–1                  | [ 26 ] |
| 2016–17 | Videoton     | 3. selejtezőkör | FC Midtjylland        | 0–1 (o)  | 1–1 (h.u.) (i)           | 1–2                  | [ 26 ] |
| 2017–18 | Vasas        | 1. selejtezőkör | Bétár Jerusálajim     | 3–4 (i)  | 0–3 (o)                  | 3–7                  | [ 27 ] |
| 2017–18 | Ferencváros  | 1. selejtezőkör | FK Jelgava            | 2–0 (o)  | 1–0 (i)                  | 3–0                  | [ 27 ] |
| 2017–18 | Ferencváros  | 2. selejtezőkör | FC Midtjylland        | 2–4 (o)  | 1–3 (i)                  | 3–7                  | [ 27 ] |
| 2017–18 | Videoton     | 1. selejtezőkör | Balzan FC             | 2–0 (o)  | 3–3 (i)                  | 5–3                  | [ 27 ] |
| 2017–18 | Videoton     | 2. selejtezőkör | Nõmme Kalju           | 3–0 (i)  | 1–1 (o)                  | 4–1                  | [ 27 ] |
| 2017–18 | Videoton     | 3. selejtezőkör | Girondins de Bordeaux | 1–2 (i)  | 1–0 (o)                  | 2–2 (i.g.)           | [ 27 ] |
| 2017–18 | Videoton     | Rájátszás       | Partizan              | 0–0 (i)  | 0–4 (o)                  | 0–4                  | [ 27 ] |
| 2018–19 | Ferencváros  | 1. selejtezőkör | Makkabi Tel-Aviv      | 1–1 (o)  | 0–1 (i)                  | 1–2                  | [ 28 ] |
| 2018–19 | Honvéd       | 1. selejtezőkör | Rabotnicski           | 1–2 (i)  | 4–0 (o)                  | 5–2                  | [ 29 ] |
| 2018–19 | Honvéd       | 2. selejtezőkör | Progrès Niederkorn    | 1–0 (o)  | 0–2 (i)                  | 1–2                  | [ 29 ] |
| 2018–19 | Újpest       | 1. selejtezőkör | Neftçi                | 1–3 (i)  | 4–0 (o)                  | 5–3                  | [ 30 ] |
| 2018–19 | Újpest       | 2. selejtezőkör | Sevilla FC            | 0–4 (i)  | 1–3 (o)                  | 1–7                  | [ 30 ] |
| 2018–19 | MOL Vidi     | Csoportkör      | BATE Bariszav         | 0–2 (o)  | 0–2 (i)                  |                      | [ 31 ] |
| 2018–19 | MOL Vidi     | Csoportkör      | Chelsea               | 0–1 (i)  | 2–2 (o)                  |                      | [ 31 ] |
| 2018–19 | MOL Vidi     | Csoportkör      | PAÓK                  | 2–0 (i)  | 1–0 (o)                  |                      | [ 31 ] |

- 1. Az Atirau–Győr mérkőzés pályán elért 0–2-es eredményét a hazai csapatban jogosulatlanul szerepeltetett játékos miatt törölték, és 3–0-s arányban a Győrnek ítélték.[32]

### 2020–2029
| Szezon  | Klub            | Forduló                     | Ellenfél            | 1. mérk.                 | 2. mérk.                 | Össz.                | Forrás |
| ------- | --------------- | --------------------------- | ------------------- | ------------------------ | ------------------------ | -------------------- | ------ |
| 2019–20 | Debrecen        | 1. selejtezőkör             | Kukësi              | 3–0 (o)                  | 1–1 (i)                  | 4–1                  | [ 33 ] |
| 2019–20 | Debrecen        | 2. selejtezőkör             | Torino FC           | 0–3 (i)                  | 1–4 (o)                  | 1–7                  | [ 33 ] |
| 2019–20 | Honvéd          | 1. selejtezőkör             | Žalgiris Vilnius    | 3–1 (o)                  | 1–1 (i)                  | 4–2                  | [ 34 ] |
| 2019–20 | Honvéd          | 2. selejtezőkör             | CS U Craiova        | 0–0 (o)                  | 0–0 (11-esekkel 1–3) (i) | 0–0 (11-esekkel 1–3) | [ 34 ] |
| 2019–20 | MOL Fehérvár    | 1. selejtezőkör             | Zeta                | 5–1 (i)                  | 0–0 (o)                  | 5–1                  | [ 35 ] |
| 2019–20 | MOL Fehérvár    | 2. selejtezőkör             | FC Vaduz            | 1–0 (o)                  | 0–2 (h.u.) (i)           | 1–2                  | [ 35 ] |
| 2019–20 | Ferencváros     | Rájátszás                   | Sūduva Marijampolė  | 0–0 (i)                  | 4–2 (o)                  | 4–2                  | [ 36 ] |
| 2019–20 | Ferencváros     | Csoportkör                  | Espanyol            | 1–1 (i)                  | 2–2 (o)                  |                      | [ 36 ] |
| 2019–20 | Ferencváros     | Csoportkör                  | Ludogorec Razgrad   | 0–3 (o)                  | 1–1 (i)                  |                      | [ 36 ] |
| 2019–20 | Ferencváros     | Csoportkör                  | CSZKA Moszkva       | 1–0 (i)                  | 0–0 (o)                  |                      | [ 36 ] |
| 2020–21 | Puskás Akadémia | 1. selejtezőkör             | Hammarby IF         | 0–3 (i)                  | nincs                    |                      | [ 39 ] |
| 2020–21 | Honvéd          | 1. selejtezőkör             | Inter Turku         | 2–1 (h.u.) (o)           | nincs                    |                      | [ 39 ] |
| 2020–21 | Honvéd          | 2. selejtezőkör             | Malmö FF            | 0–2 (o)                  | nincs                    |                      | [ 39 ] |
| 2020–21 | MOL Fehérvár    | 1. selejtezőkör             | Bohemians           | 1–1 (11-esekkel 4–2) (o) | nincs                    |                      | [ 39 ] |
| 2020–21 | MOL Fehérvár    | 2. selejtezőkör             | Hibernians          | 1–0 (i)                  | nincs                    |                      | [ 39 ] |
| 2020–21 | MOL Fehérvár    | 3. selejtezőkör             | Reims               | 0–0 (11-esekkel 4–1) (o) | nincs                    |                      | [ 39 ] |
| 2020–21 | MOL Fehérvár    | Rájátszás                   | Standard Liège      | 1–3 (i)                  | nincs                    |                      | [ 39 ] |
| 2021–22 | Ferencváros     | Csoportkör                  | Bayer Leverkusen    | 1–2 (i)                  | 1–0 (o)                  |                      | [ 40 ] |
| 2021–22 | Ferencváros     | Csoportkör                  | Celtic              | 0–2 (i)                  | 2–3 (o)                  |                      | [ 40 ] |
| 2021–22 | Ferencváros     | Csoportkör                  | Real Betis          | 1–3 (o)                  | 0–2 (i)                  |                      | [ 40 ] |
| 2022–23 | Ferencváros     | Rájátszás                   | Shamrock Rovers     | 4–0 (o)                  | 0–1 (i)                  | 4–1                  | [ 41 ] |
| 2022–23 | Ferencváros     | Csoportkör                  | Crvena zvezda       | 1–4 (i)                  | 2–1 (o)                  |                      | [ 41 ] |
| 2022–23 | Ferencváros     | Csoportkör                  | Monaco              | 1–0 (i)                  | 1–1 (o)                  |                      | [ 41 ] |
| 2022–23 | Ferencváros     | Csoportkör                  | Trabzonspor         | 3–2 (o)                  | 0–1 (i)                  |                      | [ 41 ] |
| 2022–23 | Ferencváros     | Nyolcaddöntő                | Bayer Leverkusen    | 0–2 (i)                  | 0–2 (o)                  | 0–4                  | [ 41 ] |
| 2024–25 | Paks            | 1. selejtezőkör             | Corvinul Hunedoara  | 0–4 (o)                  | 2–0 (i)                  | 2–4                  | [ 42 ] |
| 2024–25 | Ferencváros     | Rájátszás az alapszakaszért | Borac Banja Luka    | 0–0 (o)                  | 1–1 (h.u.) (i)           | 1–1 (11-esekkel 3–2) | [ 43 ] |
| 2024–25 | Ferencváros     | Alapszakasz                 | Anderlecht          | 1–2 (i)                  |                          |                      | [ 43 ] |
| 2024–25 | Ferencváros     | Alapszakasz                 | Tottenham Hotspur   | 1–2 (o)                  |                          |                      | [ 43 ] |
| 2024–25 | Ferencváros     | Alapszakasz                 | Nice                | 1–0 (o)                  |                          |                      | [ 43 ] |
| 2024–25 | Ferencváros     | Alapszakasz                 | Dinamo Kijiv        | 4–0 (i)                  |                          |                      | [ 43 ] |
| 2024–25 | Ferencváros     | Alapszakasz                 | Malmö               | 4–1 (o)                  |                          |                      | [ 43 ] |
| 2024–25 | Ferencváros     | Alapszakasz                 | PAÓK                | 0–5 (i)                  |                          |                      | [ 43 ] |
| 2024–25 | Ferencváros     | Alapszakasz                 | Eintracht Frankfurt | 0–2 (i)                  |                          |                      | [ 43 ] |
| 2024–25 | Ferencváros     | Alapszakasz                 | AZ Alkmaar          | 4–3 (o)                  |                          |                      | [ 43 ] |
| 2024–25 | Ferencváros     | Rájátszás a nyolcaddöntőért | Viktoria Plzeň      | 1–0 (o)                  | 0–3 (i)                  | 1–3                  | [ 43 ] |
| 2025–26 | Paks            | 1. selejtezőkör             | CFR Cluj            | 0–0 (o)                  | 0–3 (i)                  | 0–3                  | [ 44 ] |

1. ↑  Az UEFA 2020. június 17-i döntése alapján a Covid19-pandémia miatt a selejtező során valamennyi fordulóban egy mérkőzés döntött a továbbjutásról, a pályaválasztóról sorsolás döntött.[37][38]

## Csapatonként
Szereplések száma szerint
(Főtáblára való jutás idénye vastaggal)
| Csapat                                              | Szereplések száma | Szezonok                                                                        |
| --------------------------------------------------- | ----------------- | ------------------------------------------------------------------------------- |
| Ferencváros                                         | 9                 | 2011–12, 2014–15, 2015–16, 2017–18, 2018–19, 2019–20, 2021–22, 2022–23, 2024–25 |
| MOL Fehérvár (2018-19-ben MOL Vidi, előtt Videoton) | 9                 | 2010–11, 2012–13, 2013–14, 2015–16, 2016–17, 2017–18, 2018–19, 2019–20, 2020–21 |
| Debrecen                                            | 7                 | 2010–11, 2012–13, 2013–14, 2014–15, 2015–16, 2016–17, 2019–20                   |
| Honvéd                                              | 6                 | 2009–10, 2012–13, 2013–14, 2018–19, 2019–20, 2020–21                            |
| MTK                                                 | 3                 | 2012–13, 2015–16, 2016–17                                                       |
| Paks                                                | 3                 | 2011–12, 2024–25, 2025–26                                                       |
| Győr                                                | 2                 | 2010–11, 2014–15                                                                |
| Újpest                                              | 2                 | 2009–10, 2018–19                                                                |
| Diósgyőr                                            | 1                 | 2014–15                                                                         |
| Kecskemét                                           | 1                 | 2011–12                                                                         |
| Puskás Akadémia                                     | 1                 | 2020–21                                                                         |
| Haladás                                             | 1                 | 2009–10                                                                         |
| Vasas                                               | 1                 | 2017–18                                                                         |
| Zalaegerszeg                                        | 1                 | 2010–11                                                                         |

## Lásd még
- Magyar csapatok az UEFA-bajnokok ligájában
- Magyar csapatok az UEFA Konferencia Ligában